# Ankylocythere heterodonta
Ankylocythere heterodonta är en kräftdjursart som först beskrevs av Rioja 1940.  Ankylocythere heterodonta ingår i släktet Ankylocythere och familjen Entocytheridae. Inga underarter finns listade i Catalogue of Life.